# Artemisia suksdorfii
Artemisia suksdorfii, tên thông thường ngải bờ biển, là một loài thực vật có hoa trong họ Cúc. Loài này được Piper mô tả khoa học đầu tiên năm 1901.